# Anna de Borbó-Parma
Anna de Borbó-Parma, reina de Romania (París, 18 de setembre de 1923 - Morges, Suïssa, 1 d'agost de 2016), princesa de Borbó-Parma amb el tractament d'altesa reial, que contragué matrimoni a l'edat de 25 anys, el 10 de juny de 1948, a Atenes amb el rei Miquel I de Romania.
Nascuda a París l'any 1923 essent filla del príncep René de Borbó-Parma i de la princesa Margarida de Dinamarca, Anna de Borbó-Parma era neta del duc Robert I de Parma i de la infanta Antònia de Portugal per via paterna, mentre que per via materna ho era del príncep Valdemar de Dinamarca i de la princesa Maria d'Orleans. Mentre que Anna és besneta del rei Cristià IX de Dinamarca, el seu marit n'és rebesnet.